# Campionato World Rugby Under-20 2020
Il campionato World Rugby Under-20 2020 (in inglese 2020 World Rugby Under 20 Championship) avrebbe dovuto essere la 13ª edizione del campionato mondiale giovanile di rugby a 15 organizzato da World Rugby.
Previsto in Italia dal 28 giugno al 18 luglio 2020, fu annullato il 20 marzo precedente da World Rugby a causa della pandemia di COVID-19.

## Squadre partecipanti
| Girone A  | Girone B      | Girone C    |
| --------- | ------------- | ----------- |
| Argentina | Australia     | Inghilterra |
| Francia   | Galles        | Figi        |
| Irlanda   | Georgia       | Italia      |
| Giappone  | Nuova Zelanda | Sudafrica   |